# Montipora dilatata
Montipora dilatata là một loài san hô trong họ Acroporidae. Loài này được Studer mô tả khoa học năm 1901.